# Osmium(IV)-bromid
Osmium(IV)-bromid ist eine chemische Verbindung des Osmiums aus der Gruppe der Bromide.

## Gewinnung und Darstellung
Osmium(IV)-bromid kann durch Reaktion von Osmium mit Brom unter Druck bei erhöhter Temperatur gewonnen werden.
{\displaystyle {\ce {Os + 2Br2 -> OsBr4}}}
Es kann auch durch Reaktion von Osmium(IV)-chlorid mit Brom bei 330 °C und hohem Druck oder Reflux von Osmium(VIII)-oxid mit ethanolischem Bromwasserstoff gewonnen werden.

## Eigenschaften
Osmium(IV)-bromid ist ein schwarzer Feststoff. Die Verbindung zersetzt sich an Luft bei 350 °C in Osmiumoxidbromid Os2OBr6.

## Verwendung
Durch thermische Zersetzung bei 300–400 °C in geschlossener Umgebung kann Osmium(III)-bromid gewonnen werden.
{\displaystyle {\ce {2OsBr4 -> 2OsBr3 + Br2}}}